# Салдус
Салдус (лет. Saldus, рус. Салдус) је један од значајних градова у Летонији. Салдус је седиште истоимене општине Салдус.

## Географија
Салдус је смештен у југозападном делу Летоније, у историјској покрајини Курландији. Од главног града Риге град је удаљен 120 километара западно.
Град Салдус развио се на Курландском полуострву, на приближно 100 метара надморске висине. Око града је брежуљкасто подручје. Кроз град протиче речица Цецер.

## Историја
Први помен Салдуса везује се за годину 1856. Град је добио градска права 1917. године.

## Становништво
Салдус данас има приближно 13.000 становника и последњих година број становника стагнира.
Матични Летонци чине огромну већину градског становништва Салдуса (85%), док остатак чине махом Руси (7-8%).

## Галерија
- Зимска панорама Салдуса
- Лутеранска Црква св. Јована Крститеља
- Старе куће у градском језгру

## Партнерски градови
- Villebon-sur-Yvette
- Старгард
- Paide City
- Мажејкјај
- Лидербах ам Таунус
- Лидинге
- Сергијев Посад
- Санкт Андре
- Lidingö Municipality